# Особняк Ніколи Терещенка
Особня́к Ніко́ли Тере́щенка — пам'ятка історії та архітектури у Києві, що розташована на бульварі Тараса Шевченка, 12.

## Історія
З 1830-х років садиба, на якій нині розташовується особняк, належала генералу Павлу Олфер'єву. На його замовлення 1842 року було споруджено двоповерховий цегляний особняк на розі бульвару та Олексіївської вулиці (нині Терещенківська вулиця).
У березні 1869 року особняк перейшов до сина — Василя Олфер'єва, який заклав садибу у кредитному товаристві. У жовтні 1870 року садибу і особняк придбав Павло Демидов Сан-Донато — міський голова Києва впродовж 1871—1874 років.
У лютому 1875 року садибу придбав Нікола Терещенко. На той момент садиба мала площу 0,44 га (970 кв. саж.), на садибі окрім власне особняка стояли двоповерхові житлові та нежитлові служби, одноповерхові нежитлові служби, при садибі був садок.
Архітектору Павлу Федорову було замовлено перебудову особняка, проте він невдовзі відмовився від цього і роботами керував архітектор Ромуальд Тустановський. Внаслідок перебудови особняк набув сучасного вигляду, перетворившись на палац. Над парадними дверима, у міжвіконні другого поверху, встановлено родовий герб Терещенків.
Інтер'єр особняка відзначається розкішністю — у бельетаж та на другий поверх йдуть розкішні парадні сходи, багато дзеркал, бронзові торшери. Плафон над сходами прикрашений панно роботи Вільгельма Котарбіньського.
1903 року, після смерті Ніколи Артемійовича, садиба перейшла до сина — Івана Ніколовича, а згодом — до його старшого сина Михайла Терещенка.
З 1914 року в особняку містилося Управління Червоного Хреста при арміях Південно-Західного фронту. А впродовж 1917—1918 років особняк реквізовано, у ньому розміщується Генеральний Секретаріат праці УНР, однак частина приміщень залишилася за господарем — Михайлом Терещенком.
Зі встановленням радянської влади у особняку розміщувалися різні установи — спочатку Житомирський військовий шпиталь (1921—1924), Всеукраїнське фотокіноуправління (1924—1930), кіноінститут (1930—1937), а з 1937 року — облвиконком.
Після визволення міста від окупації особняк передано Київському облвиконкому. З 1949 року у особняку розміщується Національний музей Тараса Шевченка.